# Èric XI

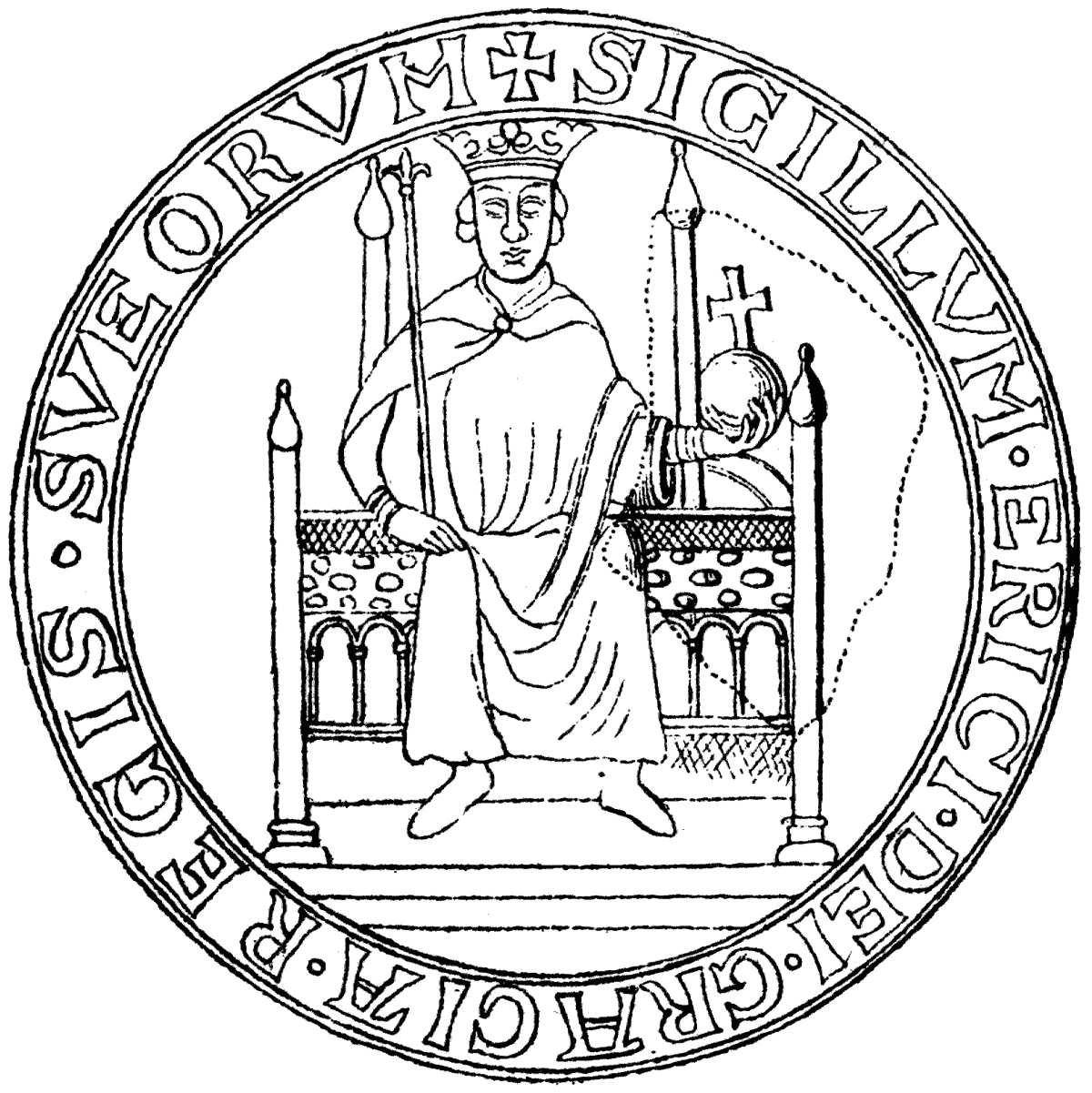
Segell del rei de Suècia Eric XI

Eric XI dit el Papissot i Coix –Erik Eriksson o Erik läspe och halte (suec); Eiríkr Eiríksson en nòrdic antic — (1216 - 2 de febrer del 1250) fou rei de Suècia en dos períodes separats (1222-1229 i 1234-1250).

## Fons

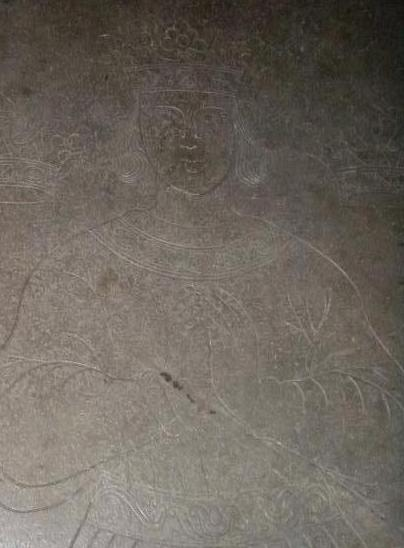
El Rei Eric representat a la làpida de la seva timba a l'abadia de Varnhem

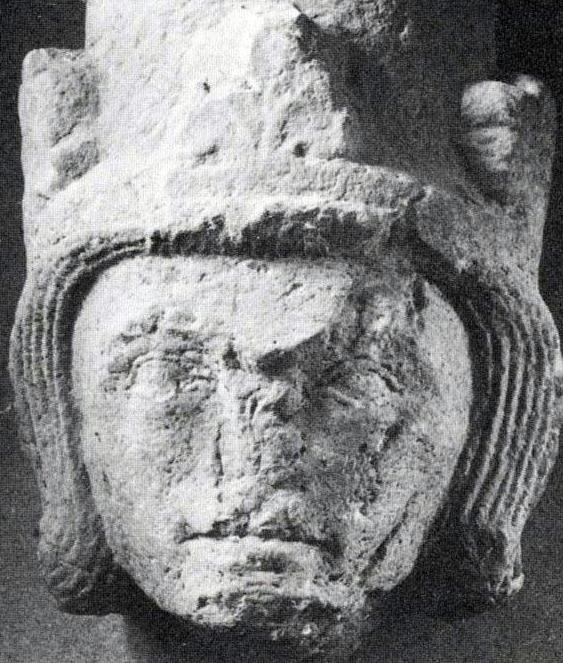
Bust deteriorat de que s'assumeix que representa al Rei Eric

Eric era fill d'Eric Knutsson, Rei de Suècia, i Riquilda de Dinamarca. Segons la crònica Erikskrönikan escrita a principis dels anys 1320, Eric era lleugerament coix. Eric fou fill pòstum del Rei Eric X, i mentrestant Joan I de quinze anys de la casa rival dels Sverker havia estat aclamat rei per l'aristocràcia sueca, en contra la voluntat del Papa, qui preferia a Eric com a rei.

## Regnat
Amb sis anys, a la mort del Rei Joan I el 1222, Eric fou aclamat rei, primer sota la regència d'un seu cosí llunyà i més tard governant conjuntament amb Knut Holmgersson. Canut era membre del consell que va governar Suècia. El 1229 després d'haver sigut rei sota una regència durant la seva minoria d'edat durant set anys, Eric fou derrocat després de la batalla d'Olustra (slaget vid Olustra). Es creu que aquesta batalla ocorregué a Olustra al Södermanland, tot i que també s'ha esmentat Alvastra a Östergötland com un possible escenari. Després de la seva derrota, el rei jove fugí a Dinamarca on el seu oncle Valdemar regnava com a Rei de Dinamarca. Knut Holmgersson fou coronat com a Canut II de Suècia el 1231 però el seu regnat fou curt morint el 1234.
Després de la mort del Rei Canut, Eric retornà i governà fins al seu decés el 1250. Eric es casà amb la Reina Caterina, filla del jarl Sune Folkason de Bjälbo i hereva de la Casa de Sverker. Les fonts generalment afirmen que Eric morí sense descendència, però algunes fonts diuen que va tenir un parell de filles que moriren. Eric va ser enterrat al monestir de Varnhem a Västergötland.
El 1236 Ingeborg germana del Rei Eric (aparentment més jove) es casà amb Birger Magnusson, el primer matrimoni dels que tingué Birger. Birger Magnusson era fill d'una hereva de la dinastia Sverker i membre de la Casa de Bjelbo. El seu fill gran i menor d'edat Valdemar fou elegit rei el 1250 com a successor d'Eric, possiblement passant per davant dels fills, si és que existiren, de les germanes grans d'Ingeborg. Birger Magnusson esdevingué el regent mantenint el poder efectiu a Suècia fins a la seva mort el 1266.